# Remain in Light
Remain in Light je čtvrté studiové album americké new wave skupiny Talking Heads. Jeho nahrávání probíhalo od července do srpna 1980 v Compass Point Studios v Nassau na Bahamách a v Sigma Sound Studios v New Yorku. Album produkoval Brian Eno, který se na něm podílel i hudebně. Album vyšlo v říjnu 1980 u Sire Records.

## Seznam skladeb
Všechny skladby napsal(i) David Byrne, Brian Eno, Chris Frantz, Jerry Harrison a Tina Weymouth. 
| Pořadí         | Název                                 | Délka |
| -------------- | ------------------------------------- | ----- |
| 1.             | Born Under Punches (The Heat Goes On) | 5:49  |
| 2.             | Crosseyed and Painless                | 4:48  |
| 3.             | The Great Curve                       | 6:28  |
| 4.             | Once in a Lifetime                    | 4:23  |
| 5.             | Houses in Motion                      | 4:33  |
| 6.             | Seen and Not Seen                     | 3:25  |
| 7.             | Listening Wind                        | 4:43  |
| 8.             | The Overload                          | 6:02  |
| Celková délka: | Celková délka:                        | 40:10 |

## Obsazení
Talking Heads
- David Byrne – zpěv, kytara, baskytara, klávesy, perkuse
- Jerry Harrison – kytara, klávesy, doprovodný zpěv
- Tina Weymouth – baskytara, klávesy, perkuse, doprovodný zpěv
- Chris Frantz – bicí, perkuse, klávesy, doprovodný zpěv

Ostatní hudebníci
- Brian Eno – baskytara, klávesy, perkuse, doprovodný zpěv
- Nona Hendryx – doprovodný zpěv
- Adrian Belew – kytara
- Robert Palmer – perkuse
- Jose Rossy – perkuse
- Jon Hassell – trubka